# Мотаица
Мотаица (серб. Мотајица) — гора на севере Боснии и Герцеговины. Расположена в общине Србац Республики Сербской — одного из двух энтитетов Боснии и Герцеговины. Мотаица представляет собой маленький хребет из нескольких пиков высотой более 500 метров над уровнем моря: Градина (серб. Градина) — 652 метра, Липая (серб. Липаја) — 643 метра и Острая (серб. Остраја) — 521 метр.
По северному склону протекает река Сава. Гора богата гранитом.